# Tomášovce (Lučenec)
Tomášovce (in ungherese Losonctamási) è un comune della Slovacchia facente parte del distretto di Lučenec, nella regione di Banská Bystrica.